# Mike Walton
Michael Robert "Mike" Walton, född 25 augusti 1943, är en kanadensisk före detta professionell ishockeyforward som tillbringade 15 säsonger i den nordamerikanska ishockeyligan National Hockey League (NHL), där han spelade för Toronto Maple Leafs, Boston Bruins, Vancouver Canucks, St. Louis Blues och Chicago Black Hawks. Han producerade 448 poäng (201 mål och 247 assists) samt drog på sig 357 utvisningsminuter på 588 grundspelsmatcher.
Han spelade även för Minnesota Fighting Saints i World Hockey Association (WHA); Kölner EC i Eishockey-Bundesliga; Rochester Americans och New Brunswick Hawks i American Hockey League (AHL); Tulsa Oilers i Central Professional Hockey League (CPHL) samt Toronto St. Michael's Majors och Toronto Marlboros i OHA-Jr.
Walton vann Stanley Cup för säsongerna 1966–1967 och 1971–1972.
Han var son till Bobby Walton.

## Statistik
| 1961–1962      | Toronto St. Michael's Majors | OHA-Jr.        | 26  | 13  | 11  | 24  | 12  | 12 | 7  | 7  | 14 | 10 |
| 1962–1963      | Toronto Neil McNeil Maroons  | MJAL           | 38  | 22  | 22  | 44  | 32  | 8  | 4  | 3  | 7  | 10 |
| 1963–1964      | Toronto Marlboros            | OHA-Jr.        | 53  | 41  | 51  | 92  | 62  | 9  | 6  | 9  | 15 | 6  |
|                | Rochester Americans          | AHL            | 2   | 0   | 0   | 0   | 0   | —  | —  | —  | —  | —  |
| 1964–1965      | Tulsa Oilers                 | CPHL           | 68  | 40  | 44  | 84  | 86  | 12 | 7  | 6  | 13 | 16 |
| 1965–1966      | Toronto Maple Leafs          | NHL            | 6   | 1   | 3   | 4   | 0   | —  | —  | —  | —  | —  |
|                | Rochester Americans          | AHL            | 68  | 35  | 51  | 86  | 67  | 12 | 8  | 4  | 12 | 43 |
| 1966–1967      | Toronto Maple Leafs          | NHL            | 31  | 7   | 10  | 17  | 13  | 12 | 4  | 3  | 7  | 2  |
|                | Rochester Americans          | AHL            | 36  | 19  | 33  | 52  | 28  | —  | —  | —  | —  | —  |
| 1967–1968      | Toronto Maple Leafs          | NHL            | 73  | 30  | 29  | 59  | 48  | —  | —  | —  | —  | —  |
| 1968–1969      | Toronto Maple Leafs          | NHL            | 66  | 22  | 21  | 43  | 34  | 4  | 0  | 0  | 0  | 4  |
| 1969–1970      | Toronto Maple Leafs          | NHL            | 58  | 21  | 34  | 55  | 68  | —  | —  | —  | —  | —  |
| 1970–1971      | Toronto Maple Leafs          | NHL            | 23  | 3   | 10  | 13  | 21  | —  | —  | —  | —  | —  |
|                | Boston Bruins                | NHL            | 22  | 3   | 5   | 8   | 10  | 5  | 2  | 0  | 2  | 19 |
| 1971–1972      | Boston Bruins                | NHL            | 76  | 28  | 28  | 56  | 45  | 15 | 6  | 6  | 12 | 13 |
| 1972–1973      | Boston Bruins                | NHL            | 56  | 25  | 22  | 47  | 37  | 5  | 1  | 1  | 2  | 2  |
| 1973–1974      | Minnesota Fighting Saints    | WHA            | 78  | 57  | 60  | 117 | 88  | 11 | 10 | 8  | 18 | 16 |
| 1974–1975      | Minnesota Fighting Saints    | WHA            | 75  | 48  | 45  | 93  | 33  | 12 | 10 | 7  | 17 | 10 |
| 1975–1976      | Minnesota Fighting Saints    | WHA            | 58  | 31  | 40  | 71  | 27  | —  | —  | —  | —  | —  |
|                | Vancouver Canucks            | NHL            | 10  | 8   | 8   | 16  | 9   | 2  | 0  | 0  | 0  | 5  |
| 1976–1977      | Vancouver Canucks            | NHL            | 40  | 7   | 24  | 31  | 32  | —  | —  | —  | —  | —  |
| 1977–1978      | Vancouver Canucks            | NHL            | 65  | 29  | 37  | 66  | 30  | —  | —  | —  | —  | —  |
| 1978–1979      | St. Louis Blues              | NHL            | 22  | 7   | 11  | 18  | 6   | —  | —  | —  | —  | —  |
|                | Boston Bruins                | NHL            | 14  | 4   | 2   | 6   | 0   | —  | —  | —  | —  | —  |
|                | Rochester Americans          | AHL            | 1   | 1   | 2   | 3   | 2   | —  | —  | —  | —  | —  |
|                | Chicago Black Hawks          | NHL            | 26  | 6   | 3   | 9   | 4   | 4  | 1  | 0  | 1  | 0  |
|                | New Brunswick Hawks          | AHL            | 7   | 1   | 5   | 6   | 6   | —  | —  | —  | —  | —  |
| 1979–1980      | Kölner EC                    | E-B            | 20  | 12  | 19  | 31  | 33  | —  | —  | —  | —  | —  |
| NHL totalt     | NHL totalt                   | NHL totalt     | 588 | 201 | 247 | 448 | 357 | 47 | 14 | 10 | 24 | 45 |
| WHA totalt     | WHA totalt                   | WHA totalt     | 211 | 136 | 145 | 281 | 133 | 23 | 20 | 15 | 35 | 26 |
| AHL totalt     | AHL totalt                   | AHL totalt     | 114 | 56  | 91  | 147 | 103 | 12 | 8  | 4  | 12 | 43 |
| OHA-Jr. totalt | OHA-Jr. totalt               | OHA-Jr. totalt | 79  | 54  | 62  | 116 | 74  | 21 | 13 | 16 | 29 | 16 |

### Internationellt
| Källa:        | Källa:        | Källa:        |         | Utv = Utvisningsminuter | Utv = Utvisningsminuter | Utv = Utvisningsminuter | Utv = Utvisningsminuter | Utv = Utvisningsminuter |
| År            | Lag           | Mästerskap    | Matcher | Mål                     | Assists                 | Poäng                   | Utv                     |                         |
| ------------- | ------------- | ------------- | ------- | ----------------------- | ----------------------- | ----------------------- | ----------------------- | ----------------------- |
| 1974          | Kanada        | SS            | 6       | 0                       | 1                       | 1                       | 2                       |                         |
| Senior totalt | Senior totalt | Senior totalt | 6       | 0                       | 1                       | 1                       | 2                       |                         |